# Komosse (naturreservat, Västra Götalands län)
Komosse är ett naturreservat i Strängsereds och Grönahögs socknar i Ulricehamns kommun i Västergötland. Reservatet förvaltas av Västkuststiftelsen och ingår i EU-nätverket Natura 2000. Reservatet gränsar i öster till motsvarande reservat i Småland; Komosse (naturreservat, Jönköpings län).
Komosse naturreservat är en högmosse med rikt fågelliv. Mossen är 47 kvadratkilometer stor och en av södra Sveriges största sammanhängande myrar, belägen på gränsen mellan Småland och Västergötland. Ungefär en fjärdedel av mossen ligger i Småland och resterande tre fjärdedelar ligger i Västergötland. I reservatet finns en spångad led vid namnet Björnöleden, uppkallad efter sjön Björnsjön som ligger mitt i reservatet. Mossen är känd för sitt rika fågelliv och sin varierande natur. Den uppvisar även stora höjdskillnader, det skiljer ungefär 30 meter mellan mossens högsta och lägsta punkt. Komossen högsta punkt är 348 meter över havet. Mossen ägs till större delen av Svenska Naturskyddsföreningen och är upptagen enligt Ramsarkonventionen som innebär att den utgör våtmark av internationell betydelse.
Reservatet gränsar i söder till sjön Trehörningen.